# Obsjtina Koprivsjtitsa
Obsjtina Koprivsjtitsa (bulgariska: Община Копривщица) är en kommun i Bulgarien.   Den ligger i regionen Sofijska oblast, i den centrala delen av landet, 90 km öster om huvudstaden Sofia.
Följande samhällen finns i Obsjtina Koprivsjtitsa:
- Koprivsjtitsa

I omgivningarna runt Obsjtina Koprivsjtitsa växer i huvudsak lövfällande lövskog. Runt Obsjtina Koprivsjtitsa är det glesbefolkat, med 18 invånare per kvadratkilometer.